# Azad Dżammu i Kaszmir
Azad Dżammu i Kaszmir (urdu آزاد جموں و کشمیر – trl. Āzād Jammū̃ va Kaśmīr, trb. Azad Dźammun wa Kaśmir; ang. Azad Jammu and Kashmir) – jednostka podziału administracyjnego Pakistanu, obejmująca tę część Kaszmiru zajętą przez ten kraj pod koniec października 1947 r., która weszła pod administrację Pakistanu w rezultacie paktu między Indiami a Pakistanem zawartego 29 lipca 1949 r. Obejmuje powierzchnię 13 297 km², populacja wynosi ponad 4 miliony. Stolicą terytorium jest Muzaffarabad.
Region posiada dużą autonomię.
Dystrykty Azad Dżammu i Kaszmiru:
- Bagh
- Bhimber
- Hattian
- Haveli
- Kotli
- Mirpur
- Muzaffarabad
- Neelum
- Poonch
- Sudhnati

## Geografia
Północna część Azad Dżammu i Kaszmiru obejmuje dolny obszar Himalajów, w tym szczyt Jamgarh (4734 m).

W regionie opady występują zarówno zimą, jak i latem. Muzaffarabad należy do najbardziej mokrych obszarów Pakistanu. W większości regionu średnie opady przekraczają 1400 mm, przy czym najwyższe średnie opady występują w pobliżu Muzaffarabad (około 1800 mm). W sezonie letnim powodzie monsunowe w korycie rzeki Dźhelam są częste ze względu na ekstremalne deszcze i topnienie śniegu.